# Gérard Millet
Pour les articles homonymes, voir Millet.
Cet article possède des paronymes, voir Dominique Millet-Gérard et Gérard Miller.
Gérard Millet, né le 20 janvier 1939 à Melun, est un homme politique français.

## Biographie
Après avoir effectué des études supérieures à Paris et obtenu une maîtrise de chimie, en 1964, Gérard Millet commence sa carrière professionnelle en tant que professeur de sciences physiques, en 1965. 
En 1977, il siège au conseil municipal, occupant les fonctions d'adjoint au maire chargé des questions environnementales. Réélu sans interruption depuis sur les listes de Jean Malpel puis de Jacques Marinelli, il s'occupe des Affaires Sociales jusqu'en 1989, continuant en parallèle sa carrière d'enseignant. Il est ainsi promu proviseur adjoint du lycée Jacques Amyot de Melun en 1986. En 1995, il est nommé premier adjoint, chargé de l'Urbanisme et du Logement. 
En 2001, il est élu en deuxième position sur la liste de Jacques Marinelli, maire sortant, dont l'élection est invalidée par une décision du Conseil d'État en date du 29 juillet 2002. Marinelli rendu inéligible pour un an, Millet est alors élu par le Conseil municipal maire de Melun. Il est également élu premier vice-président de la Communauté d'agglomération de Melun Val de Seine.
En 2002, il est élu suppléant d'Yves Jégo, alors maire de Montereau. Quand Yves Jégo est nommé au gouvernement Fillon en mars 2008, Gérard Millet lui succède à l'assemblée. À la suite du départ de Jégo du gouvernement et de son choix de reprendre son siège de député, Millet lui rend le poste le 24 juillet 2009.
En janvier 2016, il annonce qu'il cédera sa place de maire en mars ou avril 2016. Le 7 avril, Louis Vogel est élu maire de Melun et Gérard Millet devient adjoint,.

## Synthèse des mandats
- 2002 - 2016 : maire de Melun
- 2002 - 2008 : premier vice-président de la communauté d'agglomération Melun Val de Seine
- 20 juin 2007 - 20 mars 2008 et de juillet 2009 à 2012 : suppléant du député Yves Jégo
- 20 mars 2008 - 24 juillet 2009 : député de Seine-et-Marne en remplacement du député Yves Jégo, nommé dans le gouvernement François Fillon II
- Délégué de la commune de Melun au conseil communautaire de la communauté d'agglomération Melun Val de Seine

## Distinctions
- Chevalier de l'ordre national du Mérite
- Commandeur des Palmes académiques[réf. nécessaire]